# Grammy-díj a legjobb rockdalért

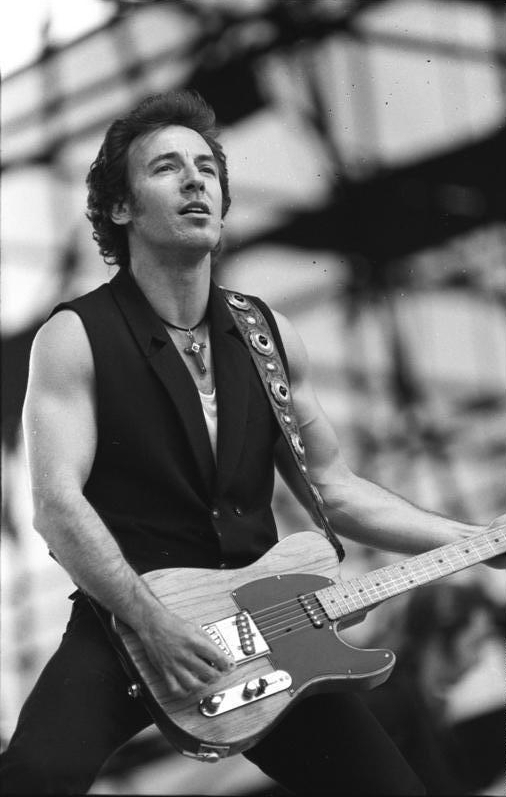
A kategória legsikeresebb előadója Bruce Springteen (Dave Grohl és Pat Smear mellett), aki 9 jelölésből 4 alkalommal vehette át a Grammy-díjat.

A legjobb rockdalért járó Best Rock Song elnevezésű Grammy-díjat először 1992-ben adták át, a 34. Grammy-díjátadón.
A Grammy-díjat odaítélő Akadémia meghatározása szerint a legjobb rockdalért járó díjra az új dalok jelölhetők, illetve olyan dalok, melyek a jelölési időszakban tűntek ki. A hangmintákat nagy mértékben tartalmazó dalok, illetve a feldolgozások nem jelölhetőek a díjra. A Best Rock Song díját a dalszerzők kapják, szemben a Best Rock Performance kategóriával, ahol az előadót díjazzák.
A kategória első nyertese Sting volt. A legtöbb jelölést Bruce Springsteen kapta eddig, összesen kilencet, amelyből négyszer elnyerte a díjat. Azok közül, akik egyetlen egyszer sem nyertek még, legtöbbször a Coldplay volt jelölve a díjra, négy alkalommal.
Többször előfordult, hogy adott évben egy előadó két dala is kapott jelölést. 1994-ben az Aerosmith (Cryin’ és Livin’ on the Edge), 1995-ben Melissa Etheridge (Come to My Window és I’m the Only One), 1998-ban a The Wallflowers (a nyertes One Headlight és a The Difference), 2002-ben a U2 (Elevation és Walk On).

## Díjazottak

### 1990-es évek
| Év   | Dalszerző(k)                   | Cím                      | Előadó(k)         | Jelöltek Zárójelben az előadó(k) | For.  |
| ---- | ------------------------------ | ------------------------ | ----------------- | --- | ----- |
| 1992 | Sting                          | The Soul Cages           | Sting             | - Bryan Adams, Robert Lange – Can’t Stop This Thing We Started (Bryan Adams) - Eric Avery, Perry Farrell – Been Caught Stealing (Jane’s Addiction) - Kirk Hammett, James Hetfield, Lars Ulrich – Enter Sandman (Metallica) - Tom Petty – Learning to Fly (Tom Petty and the Heartbreakers) - Chris DeGarmo – Silent Lucidity (Queensrÿche) | [ 2 ] |
| 1993 | Eric Clapton Jim Gordon        | Layla (Unplugged verzió) | Eric Clapton      | - Peter Gabriel – Digging in the Dirt (Peter Gabriel) - Kurt Cobain – Smells Like Teen Spirit (Nirvana) - Eddie Vedder, Jeff Ament – Jeremy (Pearl Jam) - Bruce Springsteen – Human Touch (Bruce Springsteen) | [ 3 ] |
| 1994 | Dave Pirner                    | Runaway Train            | Soul Asylum       | - Steven Tyler, Joe Perry, Taylor Rhodes – Cryin’ (Aerosmith) - Tyler, Perry, Mark Hudson – Livin’ on the Edge (Aerosmith) - Lenny Kravitz, Craig Ross – Are You Gonna Go My Way (Lenny Kravitz) - Jim Steinman – I’d Do Anything for Love (But I Won’t Do That) (Meat Loaf)                                                               | [ 4 ] |
| 1995 | Bruce Springsteen              | Streets of Philadelphia  | Bruce Springsteen | - Melissa Etheridge – Come to My Window (Melissa Etheridge) - Etheridge – I’m the Only One (Melissa Etheridge) - Kurt Cobain – All Apologies (Nirvana) - Chris Cornell – Black Hole Sun (Soundgarden) | [ 5 ] |
| 1996 | Alanis Morissette Glen Ballard | You Oughta Know          | Alanis Morissette | - Bob Dylan – Dignity (Bob Dylan) - Trent Reznor – Hurt (Nine Inch Nails) - Bono – Hold Me, Thrill Me, Kiss Me, Kill Me (U2) - Neil Young – Downtown (Neil Young) | [ 6 ] |
| 1997 | Tracy Chapman                  | Give Me One Reason       | Tracy Chapman     | - Dave Matthews Band – Too Much (Dave Matthews Band) - Garbage – Stupid Girl (Garbage) - John Hiatt – Cry Love (John Hiatt) - Noel Gallagher – Wonderwall (Oasis) - Jakob Dylan – 6th Avenue Heartache (The Wallflowers) | [ 7 ] |
| 1998 | Jakob Dylan                    | One Headlight            | The Wallflowers   | - Fiona Apple – Criminal (Fiona Apple) - Meredith Brooks, Shelly Peiken – Bitch (Meredith Brooks) - Dave Matthews – Crash into Me (Dave Matthews Band) - Jakob Dylan – The Difference (The Wallflowers) | [ 8 ] |
| 1999 | Alanis Morissette              | Uninvited                | Alanis Morissette | - John Hiatt – Have a Little Faith in Me (John Hiatt) - Billy Corgan, Eric Erlandson, Courtney Love – Celebrity Skin (Hole) - Dan Wilson – Closing Time (Semisonic) - Richard Ashcroft, Mick Jagger, Keith Richards – Bitter Sweet Symphony (The Verve)                                                                                    | [ 9 ] |

### 2000-es évek
| Év   | Dalszerző(k)              | Cím                           | Előadó(k)             | Jelöltek Zárójelben az előadó(k) | For.   |
| ---- | ------------------------- | ----------------------------- | --------------------- | --- | ------ |
| 2000 | Red Hot Chili Peppers     | Scar Tissue                   | Red Hot Chili Peppers | - Melissa Etheridge, John Shanks – Angels Would Fall (Melissa Etheridge) - Garbage – Special (Garbage) - Tom Petty – Room at the Top (Tom Petty and the Heartbreakers) - Bruce Springsteen – The Promise (Bruce Springsteen) | [ 10 ] |
| 2001 | Scott Stapp Mark Tremonti | With Arms Wide Open           | Creed                 | - Brad Arnold, Todd Harrell, Matt Roberts – Kryptonite (3 Doors Down) - Lenny Kravitz – Again (Lenny Kravitz) - Rob Thomas – Bent (Matchbox Twenty) - Flea, John Frusciante, Anthony Kiedis, Chad Smith – Californication (Red Hot Chili Peppers) | [ 11 ] |
| 2002 | Train                     | Drops of Jupiter (Tell Me)    | Train                 | - Marti Frederiksen, Steven Tyler – Jaded (Aerosmith) - Guy Berryman, Jonny Buckland, Will Champion, Chris Martin – Yellow (Coldplay) - U2 – Elevation (U2) - U2 – Walk On (U2) | [ 12 ] |
| 2003 | Bruce Springsteen         | The Rising                    | Bruce Springsteen     | - Brad Arnold, Todd Harrell, Chris Henderson, Matt Roberts – When I’m Gone (3 Doors Down) - Foo Fighters – All My Life (Foo Fighters) - Sully Erna – I Stand Alone (Godsmack) - Chad Kroeger – Hero (Chad Kroeger featuring Josey Scott) | [ 13 ] |
| 2004 | Jack White                | Seven Nation Army             | The White Stripes     | - David Hodges, Amy Lee, Ben Moody – Bring Me to Life (Evanescence) - Chad Kroeger, Mike Kroeger, Ryan Peake, Ryan Vikedal – Someday (Nickelback) - Jorge Calderón, Warren Zevon – Disorder in the House (Bruce Springsteen & Warren Zevon) - Charlie Colin, Patrick Monahan, Jimmy Stafford, Scott Underwood – Calling All Angels (Train)                  | [ 14 ] |
| 2005 | U2                        | Vertigo                       | U2                    | - Billie Joe Armstrong, Mike Dirnt, Tré Cool – American Idiot (Green Day) - Brandon Flowers, Dave Keuning, Mark Stoermer, Ronnie Vannucci Jr. – Somebody Told Me (The Killers) - Isaac Brock, Dann Gallucci, Eric Judy, Benjamin Weikel – Float On (Modest Mouse) - Duff, Dave Kushner, Slash, Matt Sorum, Scott Weiland – Fall to Pieces (Velvet Revolver) | [ 15 ] |
| 2006 | U2                        | City of Blinding Lights       | U2                    | - Guy Berryman, Jonny Buckland, Will Champion, Chris Martin – Speed of Sound (Coldplay) - Foo Fighters – Best of You (Foo Fighters) - Bruce Springsteen – Devils & Dust (Bruce Springsteen) - Rivers Cuomo – Beverly Hills (Weezer) | [ 16 ] |
| 2007 | Red Hot Chili Peppers     | Dani California               | Red Hot Chili Peppers | - Bob Dylan – Someday Baby (Bob Dylan) - Brandon Flowers, Dave Keuning, Mark Stoermer, Ronnie Vannucci Jr. – When You Were Young (The Killers) - Nathan Connolly, Gary Lightbody, Jonny Quinn, Tom Simpson – Chasing Cars (Snow Patrol) - Neil Young – Lookin’ for a Leader (Neil Young)                                                                    | [ 17 ] |
| 2008 | Bruce Springsteen         | Radio Nowhere                 | Bruce Springsteen     | - Chris Daughtry, Gregg Wattenberg, Mark Wilkerson, Brett Young – It’s Not Over (Daughtry) - Dave Grohl, Taylor Hawkins, Nate Mendel, Chris Shiflett – The Pretender (Foo Fighters) - Jack White – Icky Thump (The White Stripes) - Lucinda Williams – Come On (Lucinda Williams)                                                                           | [ 18 ] |
| 2009 | Bruce Springsteen         | Girls in Their Summer Clothes | Bruce Springsteen     | - Guy Berryman, Jonny Buckland, Will Champion, Chris Martin – Violet Hill (Coldplay) - Ben Gibbard, Nick Harmer, Jason McGerr, Chris Walla– I Will Possess Your Heart (Death Cab for Cutie) - Kings of Leon – Sex on Fire (Kings of Leon) - Radiohead – House of Cards (Radiohead)                                                                          | [ 19 ] |

### 2010-es évek
| Év   | Dalszerző(k)                                        | Cím               | Előadó(k)                                               | Jelöltek Zárójelben az előadó(k) | Ref.   |
| ---- | --------------------------------------------------- | ----------------- | ------------------------------------------------------- | --- | ------ |
| 2010 | Kings of Leon                                       | Use Somebody      | Kings of Leon                                           | - Billie Joe Armstrong, Mike Dirnt, Tré Cool – 21 Guns (Green Day) - Matt Cameron, Stone Gossard, Mike McCready, Eddie Vedder – The Fixer (Pearl Jam) - Bruce Springsteen – Working on a Dream (Bruce Springsteen) - Bono, Adam Clayton, The Edge, Larry Mullen, Jr. – I’ll Go Crazy If I Don’t Go Crazy Tonight (U2)                                 | [ 20 ] |
| 2011 | Neil Young                                          | Angry World       | Neil Young                                              | - Dan Auerbach, Patrick Carney – Tighten Up (The Black Keys) - Caleb Followill, Jared Followill, Matthew Followill, Nathan Followill – Radioactive (Kings of Leon) - Ted Dwane, Ben Lovett, Marcus Mumford, Country Winston Marshall – Little Lion Man (Mumford & Sons) - Matthew Bellamy – Resistance (Muse)                                         | [ 21 ] |
| 2012 | Foo Fighters                                        | Walk              | Foo Fighters                                            | - Guy Berryman, Jonny Buckland, Will Champion, Chris Martin – Every Teardrop Is a Waterfall (Coldplay) - Ted Dwane, Ben Lovett, Marcus Mumford & Country Winston – The Cave (Mumford & Sons) - Colin Meloy – Down by the Water (The Decemberists) - Colin Greenwood, Jonny Greenwood, Ed O’Brien, Phil Selway & Thom Yorke – Lotus Flower (Radiohead) | [ 22 ] |
| 2013 | The Black Keys Brian Burton                         | Lonely Boy        | The Black Keys                                          | - Matthew Bellamy – Madness (Muse) - Ted Dwane, Ben Lovett, Winston Marshall, & Marcus Mumford – I Will Wait (Mumford & Sons) - Bruce Springsteen – We Take Care of Our Own (Bruce Springsteen) - Jack White – Freedom at 21 (Jack White) |        |
| 2014 | Dave Grohl Paul McCartney Krist Novoselic Pat Smear | Cut Me Some Slack | Paul McCartney, Dave Grohl, Krist Novoselic & Pat Smear | - Matthew Bellamy – Panic Station (Muse) - Geezer Butler, Tony Iommi & Ozzy Osbourne – God Is Dead? (Black Sabbath) - Gary Clark, Jr. – Ain’t Messin ’Round (Gary Clark, Jr.) - Mick Jagger & Keith Richards – Doom and Gloom (The Rolling Stones) |        |
| 2015 | Hayley Williams Taylor York                         | Ain’t It Fun      | Paramore                                                | - Ryan Adams – Gimme Something Good (Ryan Adams) - Dan Auerbach, Brian Burton & Patrick Carney – Fever (The Black Keys) - Beck Hansen – Blue Moon (Beck) - Jack White – Lazaretto (Jack White) | [ 23 ] |
| 2016 | Alabama Shakes                                      | Don’t Wanna Fight | Alabama Shakes                                          | - Dave Bassett & Elle King – Ex’s & Oh’s (Elle King) - Iain Archer & James Bay – Hold Back the River (James Bay) - Richard Meyer, Ryan Meyer & Johnny Stevens – Lydia (Highly Suspect) - John Hill, Tom Hull & Florence Welch – What Kind of Man (Florence + the Machine)                                                                             | [ 21 ] |
| 2017 | David Bowie                                         | Blackstar         | David Bowie                                             | - Radiohead – Burn the Witch (Radiohead) - James Hetfield & Lars Ulrich – Hardwired (Metallica) - Tyler Joseph – Heathens (Twenty One Pilots) - Richard Meyer, Ryan Meyer & Johnny Stevens – My Name Is Human (Highly Suspect) | [ 21 ] |
| 2018 | Foo Fighters                                        | Run               | Foo Fighters                                            | - James Hetfield & Lars Ulrich – Atlas, Rise! (Metallica) - Kristine Flaherty & Justin Daly – Blood In the Cut (K.Flay) - Nothing More – Go to War (Nothing More) - Avenged Sevenfold – The Stage (Avenged Sevenfold) | [ 24 ] |
| 2019 | Jack Antonoff & Annie Clark                         | Masseduction      | St. Vincent                                             | - Jacob Thomas Kiszka, Joshua Michael Kiszka, Samuel Francis Kiszka & Daniel Robert Wagner – "Black Smoke Rising" (Greta Van Fleet) - Tyler Joseph – "Jumpsuit" (Twenty One Pilots) - Jordan Fish, Matthew Kean, Lee Malia, Matthew Nicholls & Oliver Sykes – "Mantra" (Bring Me The Horizon) - Tom Dalgety & A Ghoul Writer – "Rats" (Ghost)         | [ 25 ] |

### 2020-as évek
| Év   | Dalszerző(k)                                                                      | Cím               | Előadó(k)       | Jelöltek | For.   |
| ---- | --------------------------------------------------------------------------------- | ----------------- | --------------- | --- | ------ |
| 2020 | Gary Clark Jr.                                                                    | This Land         | Gary Clark Jr.  | - Danny Carey, Justin Chancellor, Adam Jones & Maynard James Keenan – Fear Inoculum (Tool) - George Daniel, Adam Hann, Matthew Healy & Ross MacDonald – Give Yourself a Try (The 1975) - Ezra Koenig – Harmony Hall (Vampire Weekend) - Brittany Howard – History Repeats (Brittany Howard)     |        |
| 2021 | Brittany Howard                                                                   | Stay High         | Brittany Howard | - Phoebe Bridgers, Morgan Nagler & Marshall Vore – Kyoto (Phoebe Bridgers) - Kevin Parker – Lost in Yesterday (Tame Impala) - Adrianne Lenker – Not (Big Thief) - Fiona Apple – Shameika (Fiona Apple)                                                                                          | [ 26 ] |
| 2022 | Dave Grohl, Taylor Hawkins, Rami Jaffee, Nate Mendel, Chris Shiflett és Pat Smear | Waiting on a War  | Foo Fighters    | - Rivers Cuomo, Ashley Gorley, Ben Johnson és Ilsey Juber – All My Favorite Songs (Weezer) - Caleb Followill, Jared Followill, Matthew Followill és Nathan Followill – The Bandit (Kings of Leon) - Wolfgang Van Halen – Distance (Mammoth WVH) - Paul McCartney – Find My Way (Paul McCartney) | [ 27 ] |
| 2023 | Brandi Carlile, Phil Hanseroth, Tim Hanseroth                                     | Broken Horses     | Brandi Carlile  | - John Osbourne, Chad Smith, Ali Tamposi, Robert Trujillo, Andrew Wotman – Patient Number 9 (Ozzy Osbourne, Jeff Beck közreműködésével) |        |
| 2024 | Julien Baker, Phoebe Bridgers, Lucy Dacus                                         | Not Strong Enough | Boygenius       | - Dave Grohl, Rami Jaffee, Nate Mendel, Chris Shiflett, Pat Smear – Rescued (Foo Fighters) |        |
| 2025 | Annie Clark                                                                       | Broken Man        | St. Vincent     | - Jon Beavis, Mark Bowen, Adam Devonshire, Lee Kiernana, Joe Talbot – Gift Horse (Idles) |        |

## Fordítás
- Ez a szócikk részben vagy egészben  a   Grammy Award for Best Rock Song című angol Wikipédia-szócikk fordításán alapul.  Az eredeti cikk szerkesztőit annak laptörténete sorolja fel. Ez a jelzés csupán a megfogalmazás eredetét és a szerzői jogokat jelzi, nem szolgál a cikkben szereplő információk forrásmegjelöléseként.